# Chiesa di San Giovanni Battista (San Dorligo della Valle)
La chiesa di San Giovanni Battista (in sloveno Cerkev Sv. Ivana Krstnika) è la parrocchiale di Bagnoli della Rosandra (Boljunec), frazione di San Dorligo della Valle, in provincia e diocesi di Trieste; fa parte del decanato di Opicina.

## Storia
La chiesa di Bagnoli fu costruita nel XVII secolo. Nel 1852 la chiesa diventò cappellania dipendente da San Dorligo e, nel 1954, fu eretta a parrocchiale, affrancandosi definitivamente dalla pieve di San Dorligo anche con decreto pubblicato sulla Gazzetta Ufficiale il 18 gennaio 1987.